# 7750-es elnöki proklamáció korrupcióban érintett személyek beutazásának felfüggesztéséről
2004. január 12-én George W. Bush, az Amerikai Egyesült Államok elnöke nyilatkozatot adott ki korrupcióban részt vevő vagy abból hasznot húzó személyek egyesült államokbeli belépésének felfüggesztéséről (angolul To Suspend Entry as Immigrants or Nonimmigrants of Persons Engaged in or Benefiting from Corruption). A proklamáció szoros összefüggésben áll az 1977-es Foreign Corrupt Practices Act(en) (FCPA) nevű törvénnyel, amely súlyos szankciókkal fenyegeti a külföldön korrupciós tevékenységet folytató amerikai vállalatokat és magánszemélyeket.
Az elnöki proklamáció jogi ereje a rendeletének felel meg. Az amerikai jogszabálynak az alkalmazása egy szövetséges ország kormányzati vezetőivel szemben rendkívül súlyos lépésnek számít. Hasonló, beutazást korlátozó jogszabályok a világ más országaiban is léteznek.

## Tartalma
A 7750-es elnöki rendelet elsősorban az Amerikai Egyesült Államokba történő bevándorlás és beutazás szempontjából foglalkozik a korrupció témájával.
A dokumentum a bevezetőjében hivatkozik a korrupció által okozott társadalmi károkra és az ellene folytatott nemzetközi küzdelem szükségességére. Ennek alapján a rendelkező részben a következő fő döntéseket rögzíti:
Felfüggeszti a belépés lehetőségét az Egyesült Államok területére
- olyan jelenlegi vagy volt köztisztviselők számára, akik anyagi előnyt kértek vagy fogadtak el köztisztviselői jogállásukból következő előnyök megadása érdekében és ez jelentős káros hatással volt az Egyesült Államok nemzeti érdekeire.
- olyan személyek számára, akik anyagi előnyt nyújtottak vagy ajánlottak fel köztisztviselő számára azok köztisztviselői jogállásából származó előnyök elnyerése érdekében, és ez jelentős káros hatással volt az Egyesült Államok nemzeti érdekeire.
- olyan köztisztviselők számára, akik közpénzek felhasználása vagy jogi, választási, illetve más nyilvános folyamatokba való beavatkozásuk révén jelentős károkat okoztak az Egyesült Államok nemzeti érdekeinek.
- fenti személyek házastársai, gyermekei és háztartásának tagjai számára, akik kedvezményezettjei voltak a fenti személyek által szerzett anyagi előnyöknek.

A kitiltás konkrét személyre vonatkozik, független attól, hogy az illető magántermészetű vagy hivatalos (diplomáciai) úton venne részt az Egyesült Államokban.

## Alkalmazása
Alkalmazásáról nincsenek nyilvánosan elérhető statisztikák, de eddig nagyon ritkán került sor rá.
AZ  USA kormányzata általában helyi magánszemélyek – többnyire korrupcióval foglalkozó bírók, állami tisztviselők – vagy amerikai cégvezetők bejelentése alapján kezdi el az eljárást.
Alkalmazásáról az amerikai külügyminisztérium legmagasabb rangú köztisztviselője, a külügyminiszter helyettese, az Undersecretary for Political Affairs dönt. A döntés meghozatalához nem szükséges hivatalos vizsgálati eredmény (nyomozás, bírósági döntés), ami külföldön az amerikai hatóságok részére amúgy sem lenne lehetséges. Nem kerül sor az érintettek előzetes értesítésére vagy meghallgatására sem.
A döntéshez elegendő, ha „meggyőző erejű bizonyítékok” állnak rendelkezésre. Ilyen bizonyítékok lehetnek például az illegális pénzmosást bizonyító banki átutalások bizonylatai vagy titkosszolgálati információk. 
Az amerikai külügyminisztériumot a Bevándorlási és Állampolgársági Törvény (Immigration and Naturalization Act) főszabályként arra kötelezi, hogy tartsa titokban a rendelet által érintett személyek nevét. A törvény 222. paragrafusának (f) szakasza rendelkezik az adatok bizalmas kezeléséről: a vízum- és beutazásiengedély-eljárások összes dokumentuma titkos, beleértve a kérelem esetleges elutasítását is, kivéve, ha olyan ügy áll a háttérben, ami az USA-ban is bűncselekménynek számít és az információ kiadásához bűnmegelőzési, nyomozati vagy igazságszolgáltatási érdek fűződik. Kizárólag az érintettet értesítik a kitiltási döntés megszületése után.

## Fellebbezés
Az eljárás adminisztratív, nem jogi természetű, így az érintettet nem illetik meg a büntetőügyek vádlottjaihoz hasonló jogok. A döntés ellen nem lehet fellebbezni, és a vízumtilalom egész életre szól.

## Konkrét esetek

### Alkalmazása Magyarország köztisztviselőivel szemben
Az Egyesült Államok 2014 októberében a 7750-es elnöki proklamáció alapján megtagadta a beutazás lehetőségét hat magyar köztisztviselőtől. A Legfőbb Ügyészség 2014. decemberi megkeresésére az Egyesült Államok hivatalos szervei válaszul azt közölték a magyar hatóságokkal, hogy „az amerikai hatóságok semmilyen konkrét adattal nem rendelkeznek, információikat a sajtó- és az internet nyilvánosságán keresztül szerezték be, úgy, mint egy hírügynökség riportjai és a magyar sajtóhírek”.

### Alkalmazása Románia és Bulgária köztisztviselőivel szemben
2015 májusában Hoyt Brian Yee, az amerikai külügyminisztériumának európai és eurázsiai ügyekért felelős államtitkára egy kongresszusi meghallgatáson közölte, hogy román és bolgár volt és jelenlegi kormányzati tisztségviselők is kitiltásra kerültek az USA-ból korrupció miatt.